# Antero de Quental

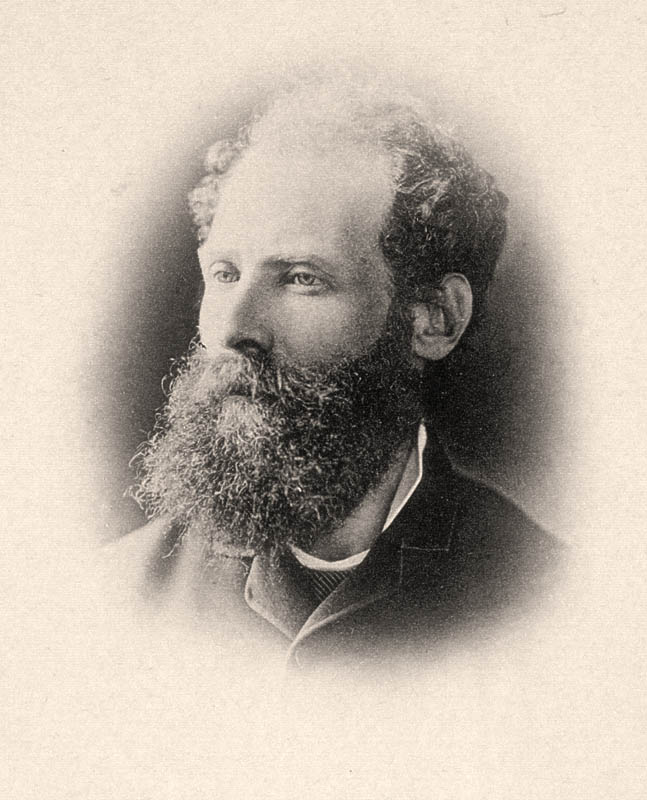
Antero de Quental, ca. 1887

Antero Tarquínio de Quental (* 18. April 1842 in Ponta Delgada, Azoren; † 11. September 1891 ebenda) war ein portugiesischer Dichter, Kritiker und Sozialreformer. Er gilt allgemein als bedeutendster portugiesischer Dichter des 19. Jahrhunderts. Außerdem war er einer der führenden geistigen Köpfe Portugals in der zweiten Hälfte des 19. Jahrhunderts, denen eine geistige Revolution vorschwebte.

## Leben

### Herkunft und Jugend
Antero de Quental wurde 1842 in Ponta Delgada auf den Azoren als Sohn des Großgrundbesitzers Fernando de Quental und von Dona Ana Guilherma de Maia Quental geboren. Die großbürgerlich-aristokratische Familie Quental gehörte zu den führenden Familien der Azoren. Ihr entstammten seit dem 17. Jahrhundert zahlreiche Persönlichkeiten des Geistes- und Kulturlebens Portugals. Einer der Vorfahren von Antero de Quental war der Geistliche Bartolomeu de Quental (1626–1698), seit 1647 Professor an der Universität Évora, seit 1654 Hofprediger von König João IV. Der Dichter António Feliciano de Castilho (1800–1875) war ein Nachbar der Familie. Antero de Quental war dort häufig zu Gast und bekam erstmals dort auch seine Affinität für Volksbildung und soziale Fragen beigebracht.

### Studium und literarische Anfänge
Antero de Quental besuchte von 1856 bis 1858 das Colégio São Bento in Coimbra. In derselben Stadt immatrikulierte er sich als Student der Rechtswissenschaften, wo er das Studium 1858 aufnahm und 1864 abschloss. Sein Onkel, Filipe de Quental, war zu dieser Zeit als Professor für Medizin in Coimbra tätig. Noch während seiner Studienzeit gab er eine Studentenzeitschrift heraus, freundete sich mit später so berühmten Persönlichkeiten wie Eça de Queiroz oder Teófilo Braga an und wurde Kopf eines studentischen Geheimbundes „Raio“, der den Sturz des reaktionären Rektors der Universität von Coimbra heraufbeschwor sowie mit einem Marsch von zweitausend Studenten auf Porto für eine liberalere Universitätspolitik sogar die Armee zum Einsatz zwang. Daneben wurde Quental der führende Kopf der sogenannten Schule von Coimbra bzw. der Frage von Coimbra, eines Zirkels, der sich die kulturelle, vor allem künstlerische und literarische Erneuerung von Portugal ersehnte und sich von den Dichtern der portugiesischen Tradition von der Renaissance über den Barock bis zur Romantik wie Luís de Camões, António Vieira, Almeida Garrett, Alexandre Herculano und António Feliciano de Castilho absetzen wollte. So entstanden in Coimbra zwei literarisch-kulturelle Parteien, die einander aufs schärfste bekämpften und dank ihrer Debatten der portugiesischen Kultur neue Impulse gaben.
Nach seiner Studienzeit ging er nach Lissabon, wo er als Drucker arbeitete, und 1867 kurzzeitig nach Paris, wo er als einfacher Arbeiter schwerste Arbeiten verrichtete, sich in der Arbeitervertretung engagierte und den Historiker Jules Michelet kennenlernte. Bei einem zweiten Paris-Aufenthalt lernte er auch den Schriftsteller Alphonse Daudet kennen.
1868 kehrte er nach Portugal zurück und lebte zunächst in Lissabon. Nicht zuletzt durch die Anziehungskraft seiner Persönlichkeit auf andere entstand der Cenáculo (benannt nach dem Coenaculum, dem Ort des letzten Zusammenseins der Apostel mit Jesus), ein Kreis von Intellektuellen, die zu Geselligkeit und zu Debatten über den Weg, den ihr Land einschlagen solle, zusammenkamen. Zum Cenáculo gehörten u. a. José Maria Eça de Queirós, Abílio de Guerra Junqueiro und José Duarte Ramalho Ortigão. Doch behagte Quental nicht, wie sich manche Mitglieder als Bohemiens stilisierten. Quental war es stattdessen an gesellschaftlichen und politischen Veränderungen gelegen. Er beteiligte sich – z. B. durch seine 1871 veröffentlichte Broschüre O que é a Internacional? (Was ist die Internationale?) – an der Vorbereitung der 1875 erfolgten Gründung des Partido Socialista Português, der ersten marxistischen Partei Portugals.

### Das Schicksalsjahr 1877 und das letzte Jahrzehnt in Vila do Conde
Im Jahr 1877 verlor er drei wichtige Menschen: Zunächst starb seine geliebte Mutter. Dann starb der Dichter Alexandre Herculano, mit dem er sich nach der „Frage von Coimbra“ ausgesöhnt hatte und der sein Meister und guter Freund wurde, durch Selbstmord. Der Tod des Jugendfreundes Germano Meireles brachte dessen beide minderjährige Töchter zu ihm, die der zeitlebens unverheiratete Mann liebevoll aufnahm und großzog, bis kurz vor seinem Tod, wo er sie in eine Pflegefamilie gab.
In Anbetracht seiner angegriffenen Gesundheit verbrachte Quental das letzte Jahrzehnt seines Lebens, vom September 1881 an, auf ärztlichen Rat im Seebad Vila do Conde, nur unterbrochen von wenigen Besuchen in Lissabon und zwei Reisen auf seine Heimatinsel auf den Azoren 1887 und unmittelbar vor seinem Tod. In Vila do Conde lebte er zurückgezogen hinter hohen Mauern in einem sehr bescheidenen Haus mit kleinem Garten. Quental bereitete seine Sonetos Completos zum Druck vor und gab die von ihm gegründete Zeitschrift Revista Ocidental heraus. Schon bald nach seiner Ankunft bezeichnete er die Zeit in Vila do Conde als die glücklichste seines Lebens. Mit seinen vielen Freunden und Bekannten – außer den bereits genannten u. a. die Dichter António Feijó, Camilo Castelo Branco, João de Deus, Joaquim Pedro de Oliveira Martins sowie der Archäologe Francisco Martins Sarmento – pflegte Antero de Quental einen intensiven Briefwechsel.

### Quentals Antwort auf das britische Ultimatum von 1890
Großbritannien stellte Portugal 1890 ein Ultimatum, bestimmte Kolonien aufzugeben. Dies brachte nationale und patriotische Stimmungen und Bewegungen hervor. Quental wurde aufgrund des Versagens der Politik von vielen Intellektuellen zum „Geistigen Vater einer national-patriotischen Bewegung zur Mobilmachung“ bzw. als Präsident der Liga Patriótica do Norte eingesetzt. Das machte ihn in ganz Portugal bekannt und rund 800 Studenten versammelten sich vor seiner Wohnung und skandierten feierlich „Viva, Viva Quental“ und zwangen ihn, winkend auf dem Balkon zu erscheinen.

### Affinität zu Deutschland
Quental war einer der ersten portugiesischen Dichter, deren Werk ins Deutsche übertragen wurde. Dies besorgte Wilhelm Storck, mit dem er in Briefkontakt stand. Wegen seiner Erkrankung sollte er ursprünglich in Deutschland behandelt werden, scheute aber den weiten Weg. Zu seinen Freunden zählte die bekannte deutsche Lusitanistin Carolina Michaëlis de Vasconcelos. Auch las er unzählige deutsche Autoren, die er besonders als Philosophen schätzte: so Heinrich Heine, Friedrich Schiller, Gottfried Wilhelm Leibniz, Alexander von Humboldt. Quental war ein großer Anhänger von Johann Wolfgang von Goethe.

### Tod
Am 11. September 1891 beendete Quental sein Leben in Ponta Delgada durch Suizid. Er hatte sich auf dem Campo de São Francisco, dem Hauptplatz von Ponta Delgada, also in der Öffentlichkeit, mit zwei Pistolenschüssen angeschossen, starb aber nicht sofort, sondern erst zwei Stunden später im Hospital. Am nächsten Tag wurde er auf einem Friedhof in Ponta Delgada neben seinen Eltern und seinem Bruder beigesetzt.

## Quentals Persönlichkeit
Antero de Quental, ein Hüne von Statur, blauäugig und blondhaarig, war introvertiert, träumerisch, kosmopolitisch, öffentlichkeitsscheu. Er saß oft allein am Strand und schaute stundenlang aufs Meer hinaus. Er wird als hochsensibel und hochbegabt beschrieben. In seinem sozialen Kampf empfand er sich als Paniberist, der für die Vereinigung Spaniens mit Portugal eintrat, allerdings auf Kosten Spaniens, und der Karl Marx und dem Sozialismus nahestand. Die Armen konnten jederzeit zu ihm kommen und er half, wo er konnte. Er war auch einer der ersten klassischen Exzentriker Portugals. Auch war er melancholisch und litt nach heutiger Terminologie an Depressionen, die ihn das Leben kosteten.

## Quental und der Buddhismus
Womöglich besaß Quental die größte Bibliothek über den Buddhismus in ganz Portugal; Dutzende Bücher zum Buddhismus und zu Indien fanden sich in seiner Bibliothek. Drei Gedichte, die er in den Sonetos Completos veröffentlicht hatte, beschäftigten sich mit dem Buddhismus, eines davon trägt den Titel Nirwana. Wenngleich Quental kein praktizierender Buddhist war, so stand ihm die Lehre nahe und vieles davon floss in sein Werk ein. Außerdem dürfte er einer der ersten prominenten Portugiesen gewesen sein, die sich in Portugal intensiv mit dem Buddhismus beschäftigten und damit künftigen Entwicklungen in seinem Land vorgriffen. Ein guter Freund war Portugals einziger Orientalist und Indologe der Zeit, Guilherme de Vasconcelos Abreu  (1842–1917), der ihm half, seine buddhistische Bibliothek zu erweitern.

## Der Dichter Quental
Sein Werk ist vor allem als Lyriker bedeutend. Quentals frühe Gedichte waren noch von der Romantik geprägt. In Odes modernas schlug er einen sozialkritischen Ton an. Sein Pamphlet Bom-senso e Bom-gosto rechnete mit dem traditionellen Formalismus der portugiesischen Literatur ab. Jedoch war er selbst in formaler Hinsicht kein Erneuerer, sondern bevorzugte die Form des klassischen Sonetts, worin er seine persönlichen Ängste mit der Reflexion der europäischen ideologischen Strömungen der Zeit verband. Quental war auf der Suche nach der Unendlichkeit, so auch in seiner Poesie, die von sozialen Fragen wie der Arbeiterfrage genauso geprägt war wie von der Frage nach Internationalismus und Transzendenz. Er wird oft als Dichterphilosoph bezeichnet, da viele seiner Gedichte hochphilosophisch sind.

## Werk (Auswahl)

### Lyrik
- Sonetos de Antero, 1861.
- Beatrice, 1863.
- Fiat Lux, 1863.
- Odes Modernas (Moderne Oden), 1865, Neuausgabe 1875.
- Primaveras Românticas (Romantische Lenze), 1872.
- Os sonetos completos (Sämtliche Sonette), 1885.
- Raios de extinta luz (Strahlen des erloschenen Lichtes), posthum 1893.

### Schriften zur Literatur, zur Religion und zur Philosophie
- Bom Senso e Bom-Gosto (Gesunder Menschenverstand und guter Geschmack), 1865 (Streitschriften und Flugblätter zu Zeitfragen).
- Defesa da Carta Encíclica de Sua Santidade Pio IX (Verteidigung der Enzyklika Seiner Heiligkeit Pius IX.), 1865 (zur Enzyklika Quanta cura von 1864).
- Portugal perante a Revolução de Espanha. Considerações sobre o futuro da política portuguesa no punto de vista da democracia ibérica (Portugal angesichts der Revolution in Spanien. Überlegungen zur Zukunft der portugiesischen Politik im Blick auf die iberische Demokratie), 1868.
- Considerações sobre a Filosofia da História Literária Portuguesa (Überlegungen zur Philosophie der portugiesischen Literaturgeschichte), 1872.
- A Poesia na Actualidade (Die Dichtung der Gegenwart), 1881.
- Tendências Gerais da filosofia na Segunda Metade do Século XIX (Allgemeine Tendenzen der Philosophie in der zweiten Hälfte des 19. Jahrhunderts), 1890.
- A Biblia da Humanidade (Die Bibel der Menschheit), posthum 1895 (Plädoyer für ein weltzugewandtes Christentum, eine „religião da Vida“, Religion des Lebens).